# Національний ЛГБТ-портал України
Національний ЛГБТ-портал України — єдиний україномовний вебресурс в Україні про життя та права ЛГБТ-спільноти. На сайті публікуються матеріали, які представляють інтерес для ЛГБТ-аудиторії: новини і статті, пов'язані з правами сексуальних і гендерних меншин в Україні та закордоном. На ньму регулярно відбуваються відеовипуски «Голоса ЛГБТ», за підтримки Посольства США в Україні.
Сайт поділений на такі рубрики: Новини, Гід, Життя, Розваги, Блоги, Мультимедіа та ЛГБТ-рух. Сайт позиціонує себе як аполітичне інтернет-ЗМІ, але висвітлює позицію політиків з питань прав ЛГБТ в Україні і світі.
Станом на 1 квітня 2014 року Національний ЛГБТ-портал України читали у 131 країні світу трьома мовами. За рік кількість переглядів сторінок досягла позначки 223 936 тис. Сайт містить понад 5 тисяч матеріалів у різних жанрах.
На 2023 рік, вебсайт порталу не є активним та автоматично перенаправляє відвідувачів на вебсайт ГО «Точка опори».

## Історія та діяльність
Національний ЛГБТ-портал України стартував 1 квітня 2013 року.
16 вересня 2013 року Національним ЛГБТ-порталом України презентовано безкоштовний мобільний додаток LGBTUA для iOS.
Національний ЛГБТ-портал України активно висвітлював ситуацію з ЛГБТ у світлі суспільно-політичних хвилювань 2013—2014 року — Євромайдану. Результат — розлогі матеріали про боротьбу за права ЛГБТ-людей в Україні і їх роль в революційних процесах.
Національний ЛГБТ-портал України жорстко відреагував на гей-скандал, яким спецслужби намагались дискредитувати одного із активних учасників Євромайдану — журналіста Віталія Портнікова; першим серед інших ЗМІ відреагував на «вшанування найкращого активіста» руху за права ЛГБТ — Віктора Медведчука 14 січня 2014 року; першим розповів про провокацію з «гей-парадом» на Бесарабці 11 січня 2014 року (як згодом виявилось організованою СБУ; першим оприлюднив інформацію про те, що усі ідентифіковані ЛГБТ, які брали участь у провокації 11 січня, будуть обмежені в доступі до столичних гей-клубів, розташованих в центральній частині міста та ін.
2 квітня 2014 року Національний ЛГБТ-портал України став першим офіційним інтернет-ЗМІ про ЛГБТ на теренах СНД, отримавши державну реєстрацію.
Національним ЛГБТ-порталом України з 8 по 18 травня було проведене перше всеукраїнське онлайн-опитування 1024 членів ЛГБТ-спільноти щодо фактів дискримінації.
2 червня 2014 року відкритому ЛГБТ-активісту Богдану Глобі було відмовлено у вступі в партію «Демократичний альянс». Ця інформація згодом спричинила бурхливе обговорення у соціальних мережах та ЗМІ.
На сторінках Національного ЛГБТ-порталу України з'являлись інтерв'ю з відкритими ЛГБТ і гей-френдлі знаменитостями України і закордону, наприклад, російським журналістом Антоном Красовським, українською письменницею Іреною Карпою, травесті-Дівою Монро, всесвітньо відомим гуртом KAZAKY та багатьма іншими.

## Команда Національного ЛГБТ-порталу України
- Богдан Глоба — керівник проєкту.
- Тимур Левчук — журналіст.
- Олексій Сімончук — журналіст.